# 祖暅之
祖暅之（？—？），又名祖暅，字景爍，范阳郡遒县（今河北涞水）人。中國南北朝时期数学家、天文学家，祖冲之的兒子。

## 生平
少傳家業，自小熱愛科學，曾推算出球體體積計算方法。梁朝時任太府卿。歷官員外郎、散騎常侍。梁初沿用齐朝《元嘉曆》，祖暅之曾三度上疏，建議改用《大明曆》，直到天監九年（510年）才施行。
父子共同發現了祖暅原理，即西方所稱之卡瓦列里原理。